# Chouilly
Chouilly és un municipi francès, situat al departament del Marne i a la regió del Gran Est. L'any 2007 tenia 993 habitants.

## Demografia

### Població
El 2007 la població de fet de Chouilly era de 993 persones. Hi havia 415 famílies, de les quals 110 eren unipersonals (29 homes vivint sols i 81 dones vivint soles), 151 parelles sense fills, 134 parelles amb fills i 20 famílies monoparentals amb fills.
La població ha evolucionat segons el següent gràfic:
Habitants censats

### Habitatges
El 2007 hi havia 465 habitatges, 423 eren l'habitatge principal de la família, 15 eren segones residències i 27 estaven desocupats. 451 eren cases i 14 eren apartaments. Dels 423 habitatges principals, 330 estaven ocupats pels seus propietaris, 72 estaven llogats i ocupats pels llogaters i 20 estaven cedits a títol gratuït; 2 tenien una cambra, 13 en tenien dues, 41 en tenien tres, 111 en tenien quatre i 256 en tenien cinc o més. 354 habitatges disposaven pel capbaix d'una plaça de pàrquing. A 193 habitatges hi havia un automòbil i a 194 n'hi havia dos o més.

### Piràmide de població
La piràmide de població per edats i sexe el 2009 era:
| Homes | Edats   | Dones |
| ----- | ------- | ----- |
| 0     | 95 o +  | 0     |
| 0     | 90 a 94 | 4     |
| 4     | 85 a 89 | 12    |
| 4     | 80 a 84 | 16    |
| 28    | 75 a 79 | 24    |
| 20    | 70 a 74 | 24    |
| 12    | 65 a 69 | 24    |
| 24    | 60 a 64 | 24    |
| 40    | 55 a 59 | 32    |
| 44    | 50 a 54 | 56    |
| 28    | 45 a 49 | 36    |
| 32    | 40 a 44 | 24    |
| 36    | 35 a 39 | 24    |
| 36    | 30 a 34 | 32    |
| 28    | 25 a 29 | 16    |
| 16    | 20 a 24 | 28    |
| 16    | 15 a 19 | 20    |
| 24    | 10 a 14 | 20    |
| 20    | 5 a 9   | 16    |
| 12    | 0 a 4   | 12    |

## Economia
El 2007 la població en edat de treballar era de 633 persones, 495 eren actives i 138 eren inactives. De les 495 persones actives 468 estaven ocupades (250 homes i 218 dones) i 26 estaven aturades (14 homes i 12 dones). De les 138 persones inactives 50 estaven jubilades, 50 estaven estudiant i 38 estaven classificades com a «altres inactius».

### Ingressos
El 2009 a Chouilly hi havia 418 unitats fiscals que integraven 970,5 persones, la mediana anual d'ingressos fiscals per persona era de 22.967 €.

### Activitats econòmiques
Dels 38 establiments que hi havia el 2007, 1 era d'una empresa extractiva, 11 d'empreses alimentàries, 2 d'empreses de fabricació d'altres productes industrials, 5 d'empreses de construcció, 9 d'empreses de comerç i reparació d'automòbils, 2 d'empreses de transport, 2 d'empreses d'hostatgeria i restauració, 2 d'empreses de serveis, 2 d'entitats de l'administració pública i 2 d'empreses classificades com a «altres activitats de serveis».
Dels 10 establiments de servei als particulars que hi havia el 2009, 1 era un taller de reparació d'automòbils i de material agrícola, 2 paletes, 1 guixaire pintor, 1 lampisteria, 2 electricistes, 2 perruqueries i 1 restaurant.
L'únic establiment comercial que hi havia el 2009 era una fleca.
L'any 2000 a Chouilly hi havia 176 explotacions agrícoles que ocupaven un total de 704 hectàrees.

## Equipaments sanitaris i escolars
El 2009 hi havia 1 escola maternal i 1 escola elemental.

## Poblacions més properes
El següent diagrama mostra les poblacions més properes.